# José María Pérez Medrano
José María Pérez Medrano (Lapuebla de Labarca, Álava, 2 de mayo de 1920 - San Sebastián, 22 de julio de 2008), conocido en el mundo del fútbol como Pérez,  fue un futbolista español activo en las décadas de 1940 y 1950, en las que jugó principalmente en la Real Sociedad de Fútbol. 
Pérez fue un delantero rápido y muy hábil. Perteneció a la disciplina del club "txuri-urdin" durante 14 temporadas, entre 1941 y 1954, en las que disputó 360 partidos oficiales y marcó 86 goles. Fue la época de la década de 1940 que se denominó del "equipo ascensor" en la que la Real Sociedad alternó la Primera y Segunda Divisiones. Con posterioridad participó en la consolidación del equipo en primera durante la década de 1950. En total disputó 8 temporadas en la Primera división española en la que disputó 189 partidos y marcó 39 goles. También jugó en Segunda División con el Real Unión y la SD Eibar.

## Biografía

### Trayectoria en el fútbol
José Mari Pérez nació en 1920 en la localidad de Lapuebla de Labarca, ubicada en la Rioja Alavesa. Esta era la localidad de procedencia de su familia materna, a donde su madre acudió a dar a luz, aunque la familia Pérez Medrano se encontraba ya por aquel entonces asentada en la ciudad de San Sebastián. Por tanto, aunque alavés de nacimiento y ascendencia, José Mari Pérez vivió a lo largo de casi toda su vida en la capital guipuzcoana y se consideraba donostiarra. Tanto él como su hermano Félix comenzaron jugando al fútbol en el Rácing de San Sebastián, un modesto equipo del centro de esta ciudad.
En 1937 durante la Guerra Civil Española la directiva del Donostia FC (nombre que por aquel entonces tenía la Real Sociedad) hizo un llamamiento para reclutar jóvenes jugadores y retomar la actividad deportiva del club tras un año de parón forzado por la guerra. A dicho llamamiento acudieron los dos hermanos Pérez que fueron de esa manera encuadrados en el club. Durante la temporada 1937-38 José Marí Pérez jugó el Torneo Brigadas de Navarra, un torneo semioficial en el que participó el Donostia juntó con otros equipos de la región. José Mari Pérez fue movilizado en 1938 para luchar en la guerra. Tras diversas vicisitudes acabó destinado en Aragón donde terminó jugando para un equipo local, el Club Discóbolo de Zaragoza, con el que se proclamó Campeón de Aragón en la temporada 1939-40.  
Finalizada esa temporada y licenciado del ejército, Pérez regresó a Guipúzcoa, donde sin embargo no encontró acomodo en la plantilla de la Real Sociedad y acabó fichando por el Real Unión para jugar en Segunda División junto con su hermano Félix.
La siguiente temporada fue la de su vuelta a la Real donde rindió a gran nivel hasta 1955. La temporada 1950/51 fue como para recordarla. En la Liga, en Primera, el equipo quedó en el quinto puesto, pero en la Copa del Generalísimo, tras eliminar a Celta, Racing y Real Madrid, ganando en Donostia y en Madrid, la Real se plantó en la final.
El 27 de mayo de 1951, en Madrid, en el Estadio de Chamartín, el Barcelona volvió a cruzarse, una vez más, en el camino hacia el título. Eizagirre, Murillo, Suárez, Marculeta, Patri, Ontoria, Epi, Barinaga, Caeiro, Alsua y José Mari Pérez, no pudieron con los azulgranas que vencieron por 3 goles a 0. El infortunio, las lesiones y el Barça, sobre todo su incipiente estrella Ladislao Kubala, impidieron que los realistas triunfasen. La Real estaba dirigida desde el banquillo por el mítico Benito Díaz que tras este partido, dejó de ser entrenador de la Real y seleccionador nacional.
Antes de retirarse jugó una última temporada, la 1955-56, con la SD Eibar en la Segunda División de España.
José Mari marcó los goles 500 y 700 de la Real.
Se le tributó un homenaje en Atotxa en diciembre de 1955 junto a Sebas Ontoria, en el que recibieron el cariño del público, como compensación a la fidelidad y al rendimiento dado a un club al que habían consolidado en Primera división. Fue curioso, porque los dos volvieron a recbir, juntos, otro homenaje el 12 de septiembre de 1967.
José Mari Pérez falleció en Donostia el 22 de julio de 2008. Meses antes, en diciembre de 2007, había recibido la Insignia de Oro del club al haber cumplido 50 años como socio de la Real. Era uno de los socios más antiguos cuando falleció.

## Clubes
| Club                       | País   | Año       |
| -------------------------- | ------ | --------- |
| Donostia FC                | España | 1937-1938 |
| Club Discóbolo de Zaragoza | España | 1939-1940 |
| Real Unión                 | España | 1940-1941 |
| Real Sociedad              | España | 1941-1955 |
| SD Eibar                   | España | 1955-1956 |